# Pedro Infante
José Pedro Infante Cruz (18 de novembro de 1917 -15 de abril de 1957), mais conhecido como Pedro Infante, é talvez o mais famoso ator e cantor dos chamados anos dourados do cinema mexicano e foi ídolo do povo Mexicano, junto com Jorge Negrete e Javier Solís, que eram chamados de Tres Gallos Mexicanos (Os Três Galos Mexicanos). Nasceu em Mazatlán, Sinaloa, México e radicou-se em Guamúchil. Morreu em 15 de abril de 1957, em Mérida, Yucatán, em um desastre aéreo durante um voo em que ele mesmo pilotava, a caminho da Cidade do México.
Sua carreira cinematográfica começou em 1939 e durante a sua carreira atuou em mais de 60 filmes, e, a partir de 1943, gravou cerca de 350 músicas. Por sua atuação no filme Tizoc, ele foi agraciado com o urso de prata de melhor ator no Festival internacional de cinema de Berlim de 1957.

## Infância e início da carreira

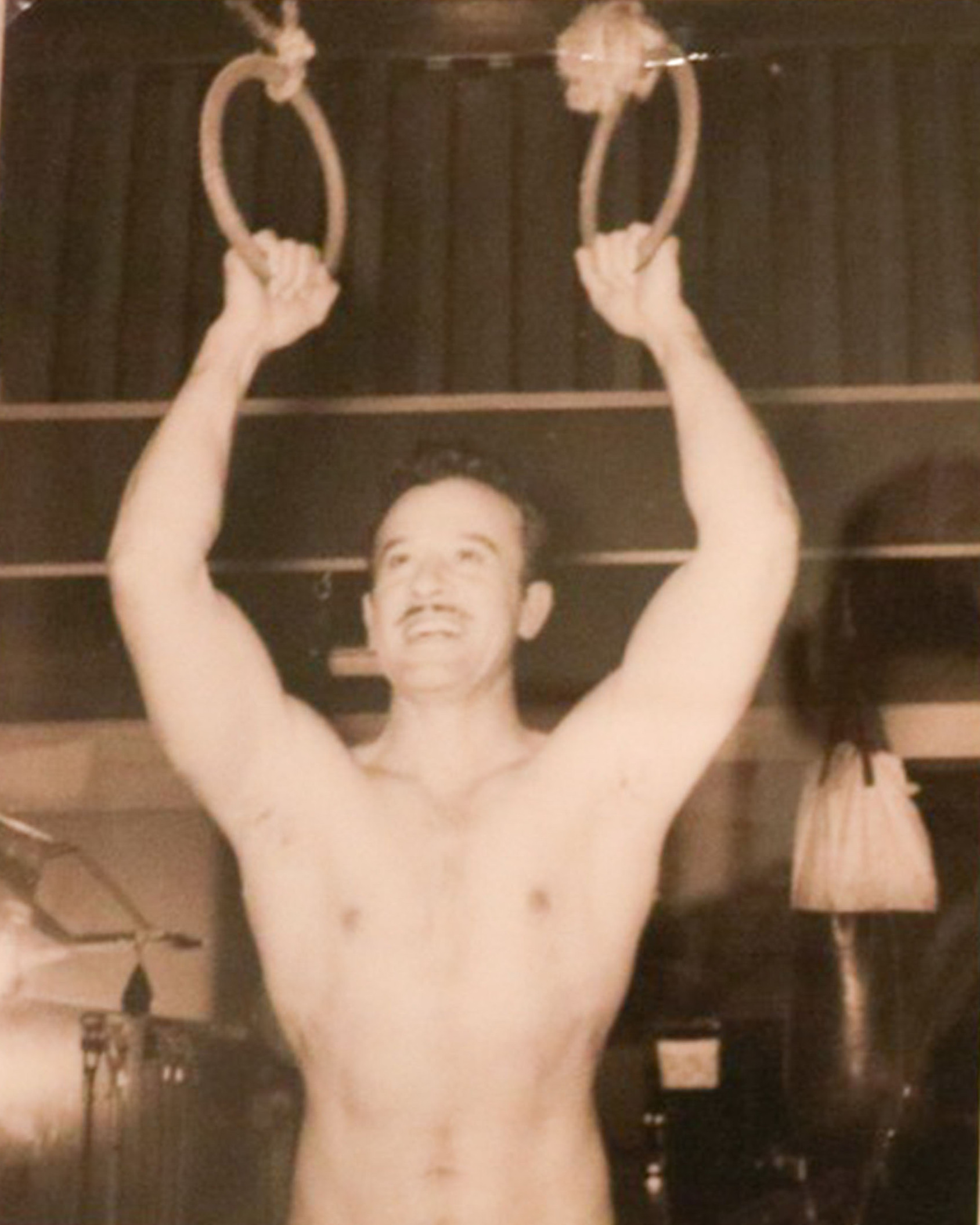
Infante na exposição "¿Qué me ves?"

Filho de Delfino Infante García, que tocava contrabaixo em uma banda, e Refugio Cruz Aranda, ele foi o terceiro de quinze filhos, dos quais nove sobreviveram. Embora a família Infante Cruz tenha permanecido por algum tempo em Mazatlán, no início de 1919 mudou-se para Guasave. Mais tarde, em 1920, foram para Rosário, Sinaloa.
Na adolescência, Infante mostrou talento e inclinação pela música. Aprendeu a tocar instrumentos de corda, sopro e percussão em pouco tempo. Foi estudante de guitarra de Carlos R. Hubbard.